# Le Lutin (nouvelle)
Pour les articles homonymes, voir Le Lutin.
Le Lutin est la première nouvelle de Vladimir Nabokov. Sinon la première écrite, c'est du moins la première à être publiée : elle paraît en russe à Berlin le 7 janvier 1921 dans un des premiers numéros de la revue Roul sous le pseudonyme de Vladimir Sirine,. Trois poèmes de Nabokov accompagnaient la nouvelle.
Le texte a été publié très tardivement en anglais (The Wood-Sprite), par Dmitri Nabokov en 1990  (bien après la mort de l'auteur) traduit en français et publié dans le recueil intitulé La Vénitienne et autres nouvelles.

## Résumé
Aux douze coups de minuit, le narrateur reçoit une visite inopinée qu'il a d'abord de la peine à identifier, mais qu'il doit fréquenter assez intensivement, tant ses traits lui sont familiers. Incrédule, il finit par le reconnaître. C'est le sylvain qui l'accompagnait dans les bois de la Russie d'autrefois. Le lutin lui raconte avec tristesse son désespérant destin. Chassé des forêts profondes, il s'est d'abord réfugiés dans de petits bois. Mais les gens qu'il aimait houspiller se sont révélés parfaitement insensibles à ses farces : c'étaient des cadavres sans têtes ou éventrés. Saisi d'horreur, il prend la fuite. Passant de forêt en forêt, il ne trouve plus d'endroit où vivre tranquillement. Il n'a plus qu'à se transformer en vagabond et à fuir ce monde inhospitalier. Chemin faisant, il rencontre le Génie des eaux, qui abandonne également la Russie, fuyant la guerre et les cadavres et qui l'aide à s'enfuir. Même le Génie des champs ou celui du foyer ont quitté le pays.

À force d'errance, le lutin se retrouve dans ce pays étranger, dans l'effrayante ville de pierre où habite désormais le narrateur. Il a même appris la langue du pays. Le lutin décrit encore l'état désastreux de la Russie d'antan : 

« C'est que nous sommes ton inspiration, Russie, ta beauté énigmatique, ton charme séculaire... Et nous sommes tous partis, partis et chassés par un arpenteur insensé.
 Mon ami, je vais bientôt mourir : dis-moi quelque chose, dis-moi que tu m'aimes, moi qui suis un esprit sans feu ni lieu, assieds-toi là, tout près, donne-moi ta main... »

— Vladimir Nabokov, Le Lutin.
Le lendemain, il n'y a plus personne dans le fauteuil occupé par le lutin. « Il y avait seulement dans la pièce une odeur merveilleuse et légère de bouleau et de mousse humide... »

## Édition en français
- Vladimir Nabokov (trad. de l'anglais par Maurice et Yvonne Couturier, Bernard Kreise et Laure Troubetzkoy), Nouvelles complètes, Paris, Gallimard, coll. « Quarto », mars 2010, 868 p. (ISBN 978-2-07-012786-3), « Le Lutin »